# Episodi di NCIS: Los Angeles (tredicesima stagione)
La tredicesima stagione della serie televisiva NCIS: Los Angeles, composta da 22 episodi, è stata trasmessa in prima visione assoluta negli Stati Uniti d'America da CBS dal 10 ottobre 2021 al 22 maggio 2022.
In Italia, la stagione è stata trasmessa in prima visione assoluta su Rai 2 dal 7 agosto al 18 dicembre 2022.
| n. | Titolo originale          | Titolo italiano           | Prima TV USA     | Prima TV Italia   |
| -- | ------------------------- | ------------------------- | ---------------- | ----------------- |
| 1  | Subject 17                | Soggetto 17               | 10 ottobre 2021  | 7 agosto 2022     |
| 2  | Fukushu                   | La via del guerriero      | 17 ottobre 2021  | 14 agosto 2022    |
| 3  | Indentured                | Fiducia                   | 24 ottobre 2021  | 5 settembre 2022  |
| 4  | Sorry For Your Loss       | Il caro estinto           | 31 ottobre 2021  | 5 settembre 2022  |
| 5  | Divided We Fall           | Verità apparente          | 7 novembre 2021  | 25 settembre 2022 |
| 6  | Sundown                   | Al calar del sole         | 21 novembre 2021 | 25 settembre 2022 |
| 7  | Lost Soldier Down         | Storia di un marinaio     | 2 gennaio 2022   | 25 settembre 2022 |
| 8  | A Land of Wolves          | Terra di confine          | 9 gennaio 2022   | 2 ottobre 2022    |
| 9  | Under the Influence       | Influencer                | 27 febbraio 2022 | 9 ottobre 2022    |
| 10 | Where Loyalties Lie       | Lealtà vendesi            | 6 marzo 2022     | 16 ottobre 2022   |
| 11 | All The Little Things     | Una somma di piccole cose | 13 marzo 2022    | 23 ottobre 2022   |
| 12 | Murmuration               | Lo sciame                 | 20 marzo 2022    | 30 ottobre 2022   |
| 13 | Bonafides                 | Un inganno quasi perfetto | 27 marzo 2022    | 6 novembre 2022   |
| 14 | Pandora's Box             | A regola d'arte           | 27 marzo 2022    | 20 novembre 2022  |
| 15 | Perception                | Ultimo scatto             | 10 aprile 2022   | 27 novembre 2022  |
| 16 | MWD                       | Sergente capo Boomer      | 17 aprile 2022   | 27 novembre 2022  |
| 17 | Genesis                   | Genesi                    | 24 aprile 2022   | 4 dicembre 2022   |
| 18 | Hard for the Money        | Qualcosa da nascondere    | 1º maggio 2022   | 4 dicembre 2022   |
| 19 | Live Free or Die Standing | A prova di proiettile     | 1º maggio 2022   | 11 dicembre 2022  |
| 20 | Work & Family             | Lavoro & famiglia         | 8 maggio 2022    | 11 dicembre 2022  |
| 21 | Down the Rabbit Hole      | Nella tana del coniglio   | 15 maggio 2022   | 18 dicembre 2022  |
| 22 | Come Together             | Insieme                   | 22 maggio 2022   | 18 dicembre 2022  |

## Soggetto 17
- Titolo originale: Subject 17
- Diretto da: Dennis Smith
- Scritto da: R. Scott Gemmill

### Trama
Mentre Callen sospetta che Hetty mantenga segreti sul suo passato e Joelle continua la sua ricerca per catturare Katya, l'NCIS deve rintracciare l'informatrice russa Zasha Gagarin, la cui vita è in pericolo. Nel frattempo, Kensi e Deeks continuano i loro sforzi per espandere la loro famiglia.
- Guest star: Linda Hunt (Henrietta "Hetty" Lange), Preston Edwards (ragazzo), Elizabeth Bogush (Joelle Taylor), Olesya Rulin (Zasha Gagarin).
- Ascolti USA: telespettatori 5 850 000[2]
- Ascolti Italia: telespettatori 947 000 – share 7,00%[3]

## La via del guerriero
- Titolo originale: Fukushu
- Diretto da: Dennis Smith
- Scritto da: Kyle Harimoto

### Trama
Un anziano sottotenente di origini giapponesi, che ha servito l'America durante la guerra del Vietnam, viene brutalmente picchiato da due uomini in un parcheggio. La squadra prende l'avvenimento sul personale.
- Guest star: Christopher Sean (detective LAPD RHD Jack Tanaka), Cary-Hiroyuki Tagawa (Craig Tanaka), Sebastian Sozzi (detective LAPD Matt Guerrero), Jose Yenque (capitano della marina Carlos Fuentes), Obi Ndefo (Joyner), Dashiell Connery (Jason Quinn), Peter Holden (Benjamin Strauss), Michael Fitzgerald (Billy Strauss), Tyler Capri Clark (Molly), Duncan Campbell (agente speciale NCIS Castor).
- Ascolti USA: telespettatori 5 620 000[4]
- Ascolti Italia: telespettatori 846 000 – share 6,80%[5]

## Fiducia
- Titolo originale: Indentured
- Diretto da: Eric Pot
- Scritto da: Frank Military

### Trama
Un'intera squadra dell'ATF viene sterminata, durante un conflitto a fuoco, da un'organizzazione di trafficanti d'armi tedeschi. L'NCIS, seguendo il leader, scopre che nella storia è coinvolto anche il Generale dell'esercito degli Stati Uniti Collins.
- Guest star: Charles Ambrose (Lukas Meyer), Lex King (Mia Hahn), Michael O'Neill (generale dell'U.S. army in pensione Richard Collins), Stephanie Erb (psicologa dello staff della Tranquility Villa Vicky Weber), Ju'an Monsalvez (agente speciale ATF Francisco Reyes), Gigi Bermingham (Laura), Jake Jacobson (Devon Walker), Nicola Lambo (agente ATF Lead).
- Ascolti USA: telespettatori 5 780 000[6]
- Ascolti Italia: telespettatori 841 000 – share 4,80%[7]

## Il caro estinto
- Titolo originale: Sorry For Your Loss
- Diretto da: Eric Pot
- Scritto da: Chad Mazero

### Trama
Un camion pieno zeppo di armi, viene rubato da una piazza di sosta. Il principale sospettato, Anders Sivac, figlio di un noto boss mafioso, però, viene trovato morto e il decesso risale a prima dell'esecuzione del colpo. La squadra quindi, oltre ad evitare che le armi vengano vendute, deve anche scoprire l'assassino di Anders.
- Guest star: Isabella Hoffmann (Miriam Sivac), Yssa Mei Panganiban (Angela Pak), Tyler Poelle (Corey the Coroner), Chad Addison (David Milton), Kevin Stidham (Brian Hudson), Duncan Campbell (agente speciale NCIS Castor).
- Ascolti USA: telespettatori 5 070 000[8]
- Ascolti Italia: telespettatori 742 000 – share 4,77%[7]

## Verità apparente
- Titolo originale: Divided We Fall
- Diretto da: Terence Nightingall
- Scritto da: Andrew Bartels

### Trama
L'agente Laura Song, informatrice della Marina americana ed ex allieva dell'ammiraglio Kilbride, viene scoperta dai Servizi Segreti cinesi e scatta per la squadra un lavoro di protezione.
- Guest star: Ashwin Gore (ispettore generale Oni Akhil Ali), Sandrine Holt (Laura Song), Christina Masterson (Lily Song).
- Ascolti USA: telespettatori 5 370 000[9]
- Ascolti Italia: telespettatori 907 000 – share 4,60%[10]

## Al calar del sole
- Titolo originale: Sundown
- Diretto da: Suzanne Saltz
- Scritto da: Lee A. Carlisle

### Trama
Sam negozia e Roundtree va sotto copertura, quando un uomo prende un autobus carico di ostaggi e minaccia di farlo saltare in aria a meno che i crimini di guerra di sua figlia non vengano assolti postumi.
- Guest star: Charles Malik Whitfield (Gary DeMayo), Kiff Vanderheuvel (Carl), Mo Rodvanich (Rita), Jacqueline Obradors (capitano LAPD Maya Lopez), Deidre Henry (Rachel DeMayo), Tatiana Carr (Jackie), Walter Belenky (Lawrence Kerr).
- Ascolti USA: telespettatori 5 210 000[11]
- Ascolti Italia: telespettatori 923 000 – share 4,80%[10]

## Storia di un marinaio
- Titolo originale: Lost Sailor Down
- Diretto da: Daniela Ruah
- Scritto da: Indira Wilson

### Trama
Un marinaio muore per un'overdose di LSD, una sostanza ammessa sulle portaerei perché, se assunta in microdosi, aiuta la concentrazione. Il marinaio, però, ne aveva assunta una dose massiccia. Il team indaga sul suo apparente suicidio. 
Inoltre, mentre Kensi è al confine con il Messico, Deeks progetta di rifare il cortile senza il suo contributo.
- Guest star: Michael Ocampo (ufficiale della Marina di prima classe Adrian Vargas), Joshua Chang (specialista dell'intelligence della marina Jason Renfro), Tui Asau (proprietario Mahee Mahee/Emmett Westerhouse), Anne Gee Byrd (dottoressa Evelyn Bernhard), Grant Jordan (Grant/ragazzo), Duncan Campbell (agente speciale NCIS Castor).
- Ascolti USA: telespettatori 5 170 000[12]
- Ascolti Italia: telespettatori 734 000 – share 4,30%[10]

## Terra di confine
- Titolo originale: A Land of Wolves
- Diretto da: Tawnia McKiernan
- Scritto da: Justin Kohlas e Adam George Key

### Trama
La squadra dell'NCIS, affiancata dall'agente speciale Aliyah de León (Briana Martin), si affretta a trovare Kensi, quando viene attaccata e rapita da un misterioso gruppo di miliziani mentre aiuta un gruppo di migranti ad attraversare il confine con il Messico. Durante la cattura, Kensi si lega a uno dei migranti catturati con lei, Rosa, un'adolescente in cerca di una nuova vita negli Stati Uniti.
- Guest star: Briana Marin (Agente speciale di supervisione dell'NCIS Aliyah de León), Natalia Del Riego (Rosa), Alexandra Goyco (caporale della Marina Benny Gomez), Jaime Paul Gomez (agente di frontiera degli Stati Uniti Jay Rivera), Jolene Andersen (fantasma/Rebecca Gordon), Nathin Butler (Kodiak), Patrick Cox (Legion), Gloria Laino (Adriana), Oscar Peña (Fernando).
- Ascolti USA: telespettatori 5 300 000[13]
- Ascolti Italia: telespettatori 862 000 – share 4,50%[14]

## Influencer
- Titolo originale: Under the Influence
- Diretto da: John P. Kousakis
- Scritto da: Anastasia Kousakis

### Trama
Il team dell'NCIS, assistito ancora una volta dall'agente De León, aiuta un ambasciatore degli Stati Uniti a cercare la figlia scomparsa, Gia (Caitlin Carmichael), una popolare influencer, dopo che è stata rapita. La squadra è scioccata quando i rapitori costringono Gia a chiedere ai suoi follower di raccogliere un riscatto, un ragazzo minaccia di ucciderla e di suicidarsi in diretta streaming e una controcampagna di misogini inizia a raccogliere fondi per i rapitori per farla giustiziare dal vivo sui social media.
- Guest star: Briana Marin (agente speciale di supervisione NCIS Aliyah de León), Caitlin Carmichael (Gia Michelle), Louie Enriquez (Curtis Jenkins), Patricia Rae (Anna Jenkins), Nick Marini (Jaxon King/Supreme King Daddy J), L'lerrét Jazelle (Angel Soars/Sharon Cunningham), Deji Laray (Alan Bristol), Mikie Beatty (Joey), Matthew Jayson Cwern (Leo the Paparazzo).
- Ascolti USA: telespettatori 5 530 000[15]
- Ascolti Italia: telespettatori 895 000 – share 4,50%[16]

## Lealtà vendesi
- Titolo originale: Where Loyalties Lie
- Diretto da: Tawnia McKiernan
- Scritto da: Matt Klafter

### Trama
Quando la dottoressa Nash, una scienziata civile che lavora con i marines, viene uccisa, e la sua tecnologia radar avanzata viene rubata, il team dell'NCIS deve affrettarsi a trovare la tecnologia scomparsa e il colpevole. Alcune fibre trovate sulla scena del crimine conducono ad un centro di accoglienza per immigrati. Nel frattempo, Callen è confuso quando il suo medico insiste sul fatto che i due hanno avuto un incontro telefonico nei giorni scorsi. L'episodio si conclude con una figura non identificata che si allontana da un computer che è stato programmato con la tecnologia deepfake, per imitare il viso e la voce di Callen.
- Guest star: Anthony Alabi (sergente capo David Maxwell), J. Anthony Pena (Manny Ortiz), Jessica A. Caesar (Ruby), James Martin Kelly (Seth Wilcox), Ann Hu (Jun Chen), Kristin Carey (dott. Laura Nash), Bridger Buckley (Hunt), Tom Virtue (Dr. Hodge).
- Ascolti USA: telespettatori 5 450 000[18]
- Ascolti Italia: telespettatori 828 000 – share 4,10%[19]

## Una somma di piccole cose
- Titolo originale: All the Little Things
- Diretto da: Terrence O'Hara
- Scritto da: R. Scott Gemmill

### Trama
Una neonata prematura viene trovata da un marinaio in una stiva della USS Allegiance; Kensi e Deeks vengono chiamati a bordo per aiutare nella ricerca della madre prima che muoia per emorragia. Saranno scioccati nell'apprendere che la gravidanza è il risultato di uno stupro subìto nove mesi prima da un appaltatore civile, che verrà arrestato da Callen e Roundtree. Nel frattempo, Kilbride chiama l'ex membro del team OSP Nate Getz per un consiglio su come aiutare Callen, che sta freneticamente cercando Hetty, con l'aiuto di Zasha Gagarin e Harris Keane, a seguito dell'attacco di un drone americano su Al Qaida nell'ultima posizione conosciuta di Hetty in Siria (non ci sono prove che sia morta, perciò è anche possibile che l'attacco l'abbia ordinato lei stessa); l'Ammiraglio discute con Getz anche del "Progetto Drona" (un programma segreto della CIA condotto negli anni '70 e '80 proprio da Hetty, che trasformava ragazzini - incluso un recentemente orfano Callen - in futuri agenti operativi attraverso test psicologico-attitudinali), in quanto teme che le informazioni scoperte dall'agente possano rovinare non solo il rapporto tra quest'ultimo ed Hetty, ma anche distruggere definitivamente l'intera squadra. L'episodio termina con Anna, la ragazza di Callen, che entra nella casa galleggiante parlando al telefono con lui, mentre lui è già lì senza avere idea di cosa stia succedendo; il clone deepfake allude al fatto che loro due si sono già incontrati e che sta venendo a prenderlo.
- Guest star: Peter Cambor (psicologo operativo Nate Getz), Bar Paly (Anastasia "Anna" Kolcheck), Jeff Kober (Harris Keane), Olesya Rulin (Zasha Gagarin), Jolene Kay (agente speciale NCIS Afloat Denise Morgan), Nikki Crawford (capitano della marina Emily Carnes), Carolyn Grundman (sottufficiale della Marina di 3ª classe Sofia Addison), Preston Jones (Gary Drummond), Ty Chen (sottufficiale della Marina di 3ª classe Hill), Jason Woods (marinaio della Marina Harold Forest), Matt Pascua (marinaio della Marina Brandon Elger), Duncan Campbell (agente speciale NCIS Castor).
- Ascolti USA: telespettatori 5 340 000[20]
- Ascolti Italia: telespettatori 729 000 – share 3,60%[21]

## Lo sciame
- Titolo originale: Murmuration
- Diretto da: James Hanlon
- Scritto da: Samantha Chasse

### Trama
Un commando dell'esercito americano acquista uno sciame di droni dotati di Intelligenza Artificiale e li lascia in volo per settimane nei cieli di Los Angeles per testare le loro capacità di apprendimento contro la Marina statunitense, ma uno di loro si scontra con un jet della USS Allegiance (la stessa portaerei su cui era stata rinvenuta la neonata prematura nell'episodio precedente). Alla fine dell'episodio, Kilbride rivela a Fatima che l'indagine è stata solo una formalità per assicurare che la risposta alla potenziale minaccia fosse appropriata al sistema di Intelligenza Artificiale. Nel frattempo, Kensi e Deeks iniziano a prepararsi per la loro ispezione adottiva, discutendo sui numerosi acquisti che quest'ultimo ha fatto nel tentativo di ingraziarsi l'ispettore che li valuterà e aumentare le proprie chances di essere considerati idonei.
- Guest star: Duncan Campbell (agente speciale NCIS Castor), Benjamin Papac (Gabe Dawson), William deVry (capitano della Marina Lombardo/XO), Graham Patrick Martin (tenente della Marina Joseph Landry), Danny Brown (Controllore di intercettazione aerea della Marina Heather Greene), Rahnuma Panthaky (Taylor Dubrons), Ashley Zipperman (sottufficiale della Marina Demi Walker), J.B. Bauersfeld (agente NRO Mark Rexingham).
- Ascolti USA: telespettatori 5 600 000[22]
- Ascolti Italia: telespettatori 729 000 – share 3,60%[23]

## Un inganno quasi perfetto
- Titolo originale: Bonafides
- Diretto da: Terrence O'Hara
- Scritto da: Kyle Harimoto

### Trama
Quando il partner dell'agente del Dipartimento di Giustizia Lance Hamilton viene ucciso indagando su agenti federali sospettati di corruzione, Sam torna sotto copertura come "Switch" per trovare il colpevole. Inoltre, Kensi, Deeks, Roundtree e Kilbride lavorano per rintracciare un ingegnere aerospaziale che ha rubato progetti classificati della Marina, venendo condotti da una vecchia conoscenza, un ex membro dell'organizzazione criminale transnazionale chiamata "Omni" diventato agente immobiliare. Callen si è preso una licenza e viene mostrato in auto davanti ad una casa, apparentemente a osservare la donna che vi abita, e attraverso flashback si intuisce che ella è stata una delle sue tanti madri adottive (probabilmente l'ultima, dato che in una scena il piccolo Callen viene portato via dalla casa da un uomo che gli dice di volergli far conoscere una signora di nome Hetty).
- Guest star: Bill Goldberg (agente DOJ Lance Hamilton), Ski Carr (Percy Vander), Jocko Willink (Noah "Herbie" Herbert), Christian George (Henrik Vuksan), Cindy Dolenc (Ryan Logue), Traci Belushi (Ms. Wilson), Fredrik Eklund (Rexford Blake), Gregory Shelby (Scott Reid), Bradley Dodds (Bohdan Amantas), Eugene Young (marinaio della Marina Harold Forest), Duncan Campbell (agente speciale NCIS Castor), Beckett Gunderson (Callen da giovane), Chris Mathieu (Humphrey).
- Ascolti USA: telespettatori 5 210 000[26]
- Ascolti Italia: telespettatori 808 000 – share 4,10%[27]

## A regola d'arte
- Titolo originale: Pandora's Box
- Diretto da: Daniela Ruah
- Scritto da: Chad Mazero e Lee A. Carlisle

### Trama
Mentre l'NCIS è in attesa del mandato per perquisire la camera blindata di Katya Miranova, il prestigioso deposito d'arte "Crusciel & Crusciel" viene svaligiato da tre uomini in passamontagna, che scappano con cinque casse di opere d'arte; uno di loro viene poi identificato come Gerard Dupont, noto e prolifico ladro francese che sembra essersi stabilito a Los Angeles. La squadra cerca di capire cosa ci fosse dentro le casse e se sia Katya la mandante del colpo (perché potrebbe voler recuperare il contenuto della camera blindata), ma le indagini incontrano degli intoppi. Viene fuori che il mandato è stato fatto rimanere in sospeso nientemeno che da Callen, anche se in realtà appare chiaro che proprio Katya, tramite deepfake, ha impersonato quest'ultimo contattando il giudice per rallentare la procedura. Dupont viene arrestato, ma si rifiuta di collaborare; una minaccia di estradizione in Belgio gli fa cambiare idea e acconsente a fissare un incontro con il compratore dei pezzi rubati, a cui si presenta insieme a Callen, il quale si finge un socio. L'incontro si rivela un'asta aperta anche ad altri (vari membri della criminalità cittadina) e all'improvviso il compratore si accorge che un quadro esposto è falso, si arrabbia e tira fuori una pistola; approfittando dello scontro a fuoco che scoppia, Dupont riesce a fuggire. Uno degli arrestati conferma agli agenti che nessuno dei pezzi messi all'asta veniva dalla camera blindata del deposito, che non conteneva nulla di valore: l'unico articolo è una vecchia bobina con il nome "Pembroke" in russo. Callen la porta con sé in ufficio per visionarla: ritrae alcune bambine dell' "Istituto delle Nobili Fanciulle" costrette da una voce maschile a battersi tra loro e sottoposte a torture; vedendo le immagini, Callen ricorda sé stesso bambino impegnato a eseguire test psicologici mentre un uomo lo supervisionava e gli diceva le stesse cose. In sala operativa arriva Shyla Dahr, agente della Riserva della Marina mandata da Washington. Sam non compare poiché è andato a far visita al padre malato. Kensi e Deeks vanno al centro d'accoglienza dov'è ospitata Rosa, venendo però informati dall'assistente sociale che la ragazza non è più lì in quanto una zia è venuta a prenderla; una sua coetanea, Pilar, anche lei al centro, dà a Kensi una bambolina di stoffa tipica del Guatemala da parte di Rosa, spiegando che provenendo dalla stessa città sono diventate amiche. Kensi e Deeks decidono di fermarsi a chiacchierare con lei per conoscerla meglio.
- Guest star: Kavi Ramachandran Ladnier (Agente della Riserva Shyla Dahr), Josie Navar (Pilar), Christine Horn (assistente sociale del centro d'accoglienza Elliot Reynolds).
- Ascolti USA: telespettatori 5 210 000[26]
- Ascolti Italia: telespettatori 1 106 000 – share 5,20%[28]

## Ultimo scatto
- Titolo originale: Perception
- Diretto da: Benny Boom
- Scritto da: Faythallegrea Claude

### Trama
La fotografa e illustratrice della Marina Andrea Bishop ha ripreso un furgone mentre rubava materiali alla Base degli Armamenti di Seal Beach e poi è stata uccisa. Mentre l'NCIS indaga sul caso, l'agente Rountree e sua sorella Jordyn sono vittime dell'ennesimo episodio di pregiudizi razziali da parte delle forze dell'ordine: ad un posto di blocco, li fanno accostare, li maltrattano e li ammanettano solo per il colore della loro pelle e poiché affermano che lui corrisponde alla descrizione di un sospettato di rapina che stanno cercando. Il resto della squadra è indignato nell'apprenderlo, e si augura che essi possano essere perseguiti. Dopo che l'intercessione di Kilbride gli consente di essere rilasciato, Rountree incontra la detective Ellen Whiting del LAPD che prova a convincerlo a dialogare con i due poliziotti per risolvere la questione, ma lui le fa capire che non bastano corsi e nuove regole, è necessario cambiare il sistema. Alla fine dell'episodio, Sam rivela al collega che in realtà non c'era nessuna descrizione, e gli esprime il proprio supporto, suggerendogli di denunciare i due agli Affari Interni per razzismo e uso eccessivo della forza, anche se Rountree insiste sul fatto che sia opportuno un cambiamento radicale anche della cultura.
- Guest star: Ava McCoy (Jordyn Rountree), Karina Logue (Detective Ellen Whiting)
- Ascolti USA: telespettatori 5 260 000[29]
- Ascolti Italia: telespettatori 970 000 – share 4,30%[30]

## Sergente capo Boomer
- Titolo originale: MWD
- Diretto da: Suzanne Saltz
- Scritto da: R. Scott Gemmill

### Trama
La Sergente di Artiglieria Mary Smith, in pensione, denuncia un'effrazione in casa e il conseguente rapimento del Sergente Capo Boomer, un cane militare della Marina di cui è stata addestratrice e che ha adottato dopo che entrambi si sono congedati (ora collaborano con il Dipartimento dello Sceriffo). Ella sospetta dell'ex compagno, che non si è mai affezionato all'animale e sembrava geloso dell'affetto che Mary gli riservava, ma le indagini condurranno poi ad una gang di suprematisti invischiati in traffico d'armi e di droga e nei combattimenti tra cani, che lo hanno rapito (ponendo anche una taglia su di lui, vivo o morto) per vendetta in quanto la donna e il suo partner canino avevano smantellato parte dei loro traffici. Sam è costretto improvvisamente ad abbandonare il caso per occuparsi del padre, che uscito senza il badante si perde e non ricorda di aver preso l'auto, segnali che potrebbe avere il morbo di Alzheimer. Deeks non compare perché viene detto che è in tribunale per una testimonianza; Fatima affianca Rountree sul campo dato che in sala operativa torna l'Agente della Riserva/assistente di Kilbride Shyla Dahr. L'Ammiraglio concede a Callen il giorno libero affinché possa recarsi ad un appuntamento con Nate Getz per discutere di Hetty, del progetto "DRONA", dei deepfake e di Katya Miranova, dicendogli che può aiutarlo a recuperare i ricordi rimossi, se Callen desidera davvero trovare le risposte. Rountree è ancora turbato dall'incidente avuto con i due poliziotti che hanno fermato lui e la sorella, anche se cerca di nasconderlo; Fatima gli suggerisce di parlarne con qualcuno per superarlo, e alla fine anche lui decide di fissare un colloquio con Nate.
- Guest star: Stephanie Lemelin (Sergente Mary Smith), Duncan Campbell (Agente Speciale Castor), Peter Cambor (Nate Getz), Kavi Ramachandran Ladnier (Agente della Riserva NCIS Shyla Dahr).
- Ascolti USA: telespettatori 5 640 000[31]
- Ascolti Italia: telespettatori 1 140 000 – share 5,70%[30]

## Genesi
- Titolo originale: Genesis
- Diretto da: John P. Kousakis
- Scritto da: Andrew Bartels

### Trama
L'Ispettore dell'ONI, Ufficio di Intelligence Navale, Akhil Ali, chiede aiuto all'NCIS per rintracciare una collega scomparsa mentre reclutava risorse straniere come potenziali fonti di intelligence. Callen e Anna stanno per trasferirsi in una nuova casa, ma lei gli comunica di aver deciso di stare per un po' dal padre Arkady aggiungendo che secondo lei entrambi hanno bisogno di una pausa temporanea perché lui è ossessionato da Katya. Lui infatti guarda ininterrottamente la vecchia pellicola recuperata nella cassetta di sicurezza di Katya e crede di riconoscere, nella voce dell'educatore delle allieve dell' "Istituto per Nobili Fanciulle", la stessa dell'uomo che lo supervisionava da bambino impegnato ad eseguire giochi di memoria e psicologici. Nate gli rivela che il "Progetto DRONA" (il programma di addestramento della CIA degli anni 70 e 80) era basato su un modello sovietico, e grazie agli elenchi degli ex partecipanti i due individuano l'unica ancora viva, una ragazza che fornisce loro l'indirizzo dell'allora suo referente per il Dipartimento dell'Istruzione, un certo Arnold Baines. Callen e Nate si recano al suo vivaio, e sentendolo parlare, Callen è certo che sia lui l'uomo nei suoi flashback; controllando più tardi i registri della sua abitazione, scopre che Baines l'ha acquistata nel 1986, dopo la morte del precedente proprietario Howard Pembroke, psichiatra di terapia comportamentale; in realtà però costui non è morto, ha solo cambiato identità: Pembroke e Baines sono la stessa persona, ed egli ha addestrato sia Katya che Callen. Inoltre, Kilbride sospende Callen dopo la comparsa in rete di video e messaggi dai toni erotici che lo vedono protagonista inviati a ogni ente federale, dato che non si tratta più solo di lui, bensì della rispettabilità dell'intera agenzia. Kensi desidera aiutare Pilar, l'amica di Rosa conosciuta al centro d'accoglienza, perciò Deeks incontra un suo amico avvocato specializzato in Immigrazione per capire se sia possibile concedere alla ragazza il diritto d'asilo, e alla fine conferma a Kensi che il caso è solido; inoltre le dà il numero della zia di Rosa affinché Kensi possa chiamarla e salutarla, rendendola felice.
L'episodio si conclude con Callen che, a tarda sera, entra di nascosto nella proprietà di Baines/Pembroke e mentre è al telefono con Anna si accorge di una telecamera puntata proprio nel punto in cui si trova; l'inquadratura poi si sposta su Baines che dall'interno osserva il filmato e riconosce in Callen il "Soggetto 17".
- Guest star: Duncan Campbell (Agente Speciale Castor), Peter Cambor (Nate Getz), Bar Paly (Anna Kolcheck), Ashwin Gore (Ispettore ONI Akhil Ali), Jere Burns (Arnold Baines/ Howard Pembroke).
- Ascolti USA: telespettatori 5 650 000[32]
- Ascolti Italia: telespettatori 990 000 – share 4,60%[33]

## Qualcosa da nascondere
- Titolo originale: Hard for the Money
- Diretto da: Rick Tunell
- Scritto da: Matt Klafter e Indira Gibson Wilson

### Trama
Nikki Lee, sottufficiale della Marina impiegata nel programma di difesa missilistica, viene trovata morta, strangolata, a Long Beach. La squadra che si occupa del caso, formata da Fatima, Rountree, Shyla Dahr e Sam che fa coppia con Sabatino (loro vecchia conoscenza, ex agente della CIA e ora da poco nominato Vice Sceriffo degli U.S. Marshal), deve anche scoprire l'eventuale collegamento con la tecnologia missilistica rubata. Callen è ancora sospeso a causa dei deepfake di Katya e sebbene dica a Sam che ha intenzione di sfruttare il tempo libero per raggiungere la sorellastra Alex e il nipote Jake in montagna, in realtà continua a dare la caccia a Katya. Kensi non compare, mentre Deeks sta preparando la casa ed è stressato per l'ispezione dell'assistente sociale, che si dimostra estremamente rigorosa. Sam ha affidato ad un'agenzia la gestione della vendita della barca, ma non sembra molto convinto: Sabatino riuscirà a fargli ammettere che dopo la morte di Michelle aveva bisogno di schiarirsi le idee, di trovare pace, e la barca glielo ha permesso, perciò per lui è difficile separarsene (anche se non ha alternative, dato che il padre non può più stare da solo e non può vivere su una barca). Alla fine dell'episodio, Kilbride e Deeks hanno un dialogo riguardo alle difficoltà di essere genitori e al rapporto con i figli: Deeks confida che lui e Kensi ce la stanno mettendo tutta per diventare genitori adottivi, ma il percorso è davvero complicato; l'Ammiraglio ammette il rimpianto per non essere stato un marito e un padre presente avendo dedicato tutta la vita alla Marina, e che se lo fosse stato forse suo figlio, che non sente da dieci anni, non sarebbe finito in un centro di recupero. Deeks gli racconta del giorno in cui ha sparato al padre a 11 anni, spiegando che ora lui è morto, ma che per Kilbride potrebbe ancora esserci la possibilità di rimediare e ricucire il rapporto con il figlio, suggerendogli di chiamarlo.
- Guest star: Kavi Ramachandran Ladnier (Shyla Dahr), Cyd Strittmatter (ispettrice adottiva), Erik Palladino (Vostanik Sabatino).
- Ascolti USA: telespettatori 5 210 000[34]
- Ascolti Italia: telespettatori 1 071 000 – share 5,50%[33]

## A prova di proiettile
- Titolo originale: Live Free or Die Standing
- Diretto da: Daniela Ruah
- Scritto da: Eric Christian Olsen

### Trama
L'ex marine Martin Henderson ha deciso di testimoniare contro l'azienda produttrice di armi per cui lavora, responsabile di vendere ai cartelli della droga messicani, ma l'agente della DEA addetto alla sua protezione viene gettato da un palazzo con la gola tagliata e lui scompare. La squadra NCIS collabora con Talia Del Campo della DEA per trovarlo prima che lo facciano i cartelli e lo uccidano. L'episodio termina con gli agenti che guardano un videomessaggio registrato da Henderson, che morirà in ambulanza per le ferite riportate, in cui esprime tutto il suo disprezzo e la sua rabbia per i fabbricanti di armi che, finendo nelle mani anche di giovanissimi, provocano continuamente vittime e dolore. Eric Beale manda inaspettatamente ai colleghi un assegno di 10'000 dollari chiedendo di spenderli per qualcosa che li rende davvero felici.
- Guest star: Duncan Campbell (Agente Speciale Castor), Mercedes Mason (Agente DEA Talia Del Campo).
- Ascolti USA: telespettatori 5 210 000[34]
- Ascolti Italia: telespettatori 991 000 – share 4,70%[35]
- Note. Questo episodio è diretto dall'attrice del cast regolare Daniela Ruah (interprete di Kensi Blye), e scritto dall'attore Eric Christian Olsen (Marty Deeks); i loro personaggi nella serie sono sposati, mentre i due attori nella vita reale sono cognati, in quanto il marito di Daniela Ruah è David Olsen, fratello (e controfigura) di Eric.

## Lavoro & famiglia
- Titolo originale: Work & Family
- Diretto da: Dennis Smith
- Scritto da: R. Scott Gemmill

### Trama
Due uomini si introducono illegalmente all'interno di una base navale ma vengono fatti saltare in aria dagli esplosivi che loro stessi avevano innescato: uno muore, l'altro finisce in ospedale gravemente ustionato. La squadra deve capire chi sono e perché si sono infiltrati nella base, cosa che si rivela difficile in quanto non si riescono a identificare e le piste scarseggiano, finché non si giunge a un gruppo di ribelli che non riconoscono l'autorità e il governo americani e sostengono le teorie complottiste, e ad un ranch che potrebbe essere il loro covo; fortunatamente gli agenti sono in grado di abbatterli, anche grazie a Kilbride e Shyla Dahr che vanno sul campo come rinforzi. Rountree e la sorella rilasciano una deposizione in tribunale in merito allo scontro avuto con due poliziotti in un episodio precedente, lui confida a Fatima che Jordyn ne ha parlato con Nate, e Fatima gli consiglia di fare lo stesso. Sul fronte personale, per diversi membri avvengono importanti cambiamenti: Sam si sistema nella nuova casa (che deve essere arredata) insieme al padre Raymond, il quale gli anticipa con aria divertita che dovranno stabilire delle regole per disciplinare le frequentazioni femminili; ricordano la madre di Sam e successivamente sfogliano degli album fotografici. Callen è deciso a fare la proposta di matrimonio ad Anna, perciò si reca a parlare con Arkady per avere la sua benedizione: quest'ultimo gliela nega, anche se Callen gli ricorda che è solo un gesto di cortesia, in realtà non serve loro per sposarsi. Kensi e Deeks ricevono una chiamata urgente dal centro di accoglienza per immigrati: una volta lì, l'assistente sociale li informa che la zia di Rosa, che è in età molto avanzata, ha avuto un infarto e ora è ricoverata in una casa di riposo, la ragazza rischia pertanto di essere rimpatriata in Guatemala la settimana seguente, non potendo vivere da sola. A differenza dell'amica Pilar, i cui genitori sono stati uccisi in quel Paese da una gang locale e che di conseguenza può appellarsi ad una motivazione valida per ottenere l'asilo negli Stati Uniti, la situazione di Rosa incontra maggiori intoppi legali poiché del padre non si hanno tracce e la madre si è ammalata. Ella è rattristata e teme per la propria incolumità se dovesse tornare in Guatemala, ma Kensi le promette che agiranno per evitarlo. Improvvisamente, lei e Deeks si offrono di adottarla, e l'assistente sociale osserva che in tal modo effettivamente ci sarebbero meno problemi, anche se comunque occorrerà dimostrare che la ragazza sia davvero orfana. Durante l'appostamento al ranch, Kensi propone a Deeks di adottare anche Pilar, nel caso in cui la richiesta d'asilo non venisse approvata, cosicché Rosa starebbe con una persona che conosce e non si sentirebbe sola; subito Deeks si mostra titubante al pensiero di doversi occupare non di una, bensì di due adolescenti, ma poi accetta di prenderlo in considerazione. Alla fine dell'episodio, rivolgono la proposta a Rosa, che abbraccia Kensi dalla gioia: saranno una famiglia.
- Note. Questo è l'episodio numero 300 della serie; probabilmente per celebrare questo traguardo, si è preferito focalizzarsi maggiormente sulle vite personali dei personaggi piuttosto che sulla parte investigativa (che è comunque presente ma si risolve in poco tempo)[36]
- Guest star: Kavi Ramachandran Ladnier (Shyla Dahr), Vyto Ruginis (Arkady Kolcheck), Natalia Del Riego (Rosa Reyes), Christine Horn (Elliot Reynolds), Richard Gant (Raymond Hanna).
- Ascolti USA: telespettatori 5 180 000[37]
- Ascolti Italia: telespettatori 977 000 – share 5,00%[35]

## Nella tana del coniglio
- Titolo originale: Down the Rabbit Hole
- Diretto da: Frank Military
- Scritto da: Frank Military

### Trama
Callen viene rapito da Katya e rinchiuso in un container. Legato ad una sedia, viene catapultato in una realtà virtuale piena di deepfake, in cui è quasi impossibile distinguere la finzione dalla realtà. I colleghi, senza Deeks che è volato in Guatemala per raccogliere informazioni sul processo di adozione di Rosa, si mettono subito alla sua ricerca, ma vengono continuamente indirizzati su false piste da Katya, che incolpa Callen di averle portato via Anna. Egli le ricorda che entrambi sono stati istruiti dalla stessa persona e addestrati a sopportare il dolore, perciò torturarlo non servirà; tenta di farla ragionare dicendole che potrebbero rintracciare Pembroke insieme, ma lei ribatte che lo troverà da sola. Mostrandogli il filmato in diretta di una telecamera, gli fa credere di aver sequestrato anche Anna e di tenerla in un altro container: pretende che quest'ultima confermi di ricambiare i suoi sentimenti e di voler scappare con lei in Venezuela, Anna glielo assicura, ma Katya non le crede, perde il controllo e fa credere a Callen di averla uccisa. Lui è disperato, anche se comincia a intuire i giochi mentali della criminale. Nel frattempo, Sam localizza Joelle Taylor costringendola a condividere con lui la propria indagine privata su Katya, sulle cui tracce Joelle è da circa due mesi e che ha modificato aspetto attraverso la chirurgia plastica, per ottenere indizi utili. Fatima capisce che l'unico modo per salvare Callen è ricostruirne gli spostamenti prima del rapimento, concludendo che è stato trasportato in un furgone bianco fino al porto di Long Beach. La vera Anna contatta la squadra venendo informata della situazione e si unisce a loro. Al porto, cominciano a cercare quale potrebbe essere il container giusto, imbattendosi nell'ennesimo inganno di Katya, che fa credere loro che Callen stia morendo a causa di acido cianidrico gassoso; ormai però gli agenti sono capaci di batterla in astuzia. Anna individua il container e tenta di forzare il portello, anche sparando, finché non viene interrotta da Sam che ha capito che vi è attaccata una bomba: Sam riesce ad aprirlo leggermente, Anna entra e libera Callen, mentre il collega disinnesca l'ordigno grazie alle proprie conoscenze. Sul posto giunge anche Joelle, che dirigendosi verso l'auto, poco distante, sulla quale Katya e una complice stanno aspettando di sentire l'esplosione, tira fuori una pistola e spara a sangue freddo uccidendole entrambe, per poi allontanarsi indisturbata. La minaccia e il regno di terrore di Katya così svaniscono.
- Guest star: Bar Paly (Anastasia "Anna" Kolcheck), Sasha Clements (Katya Miranova), Elizabeth Bogush (Joelle Taylor), Karolina Szymczak (Vavara/capitano dei falsi vigili del fuoco), Beckett Gunderson (Callen da giovane), Andrei Dolezal (Pembrook da giovane), Jamil Akim O'Quinn (detective Michael McNeil).
- Ascolti USA: telespettatori 5 330 000[38]
- Ascolti Italia: telespettatori 979 000 – share 4,90%[39]

## Insieme
- Titolo originale: Come Together
- Diretto da: Kyle Harimoto
- Scritto da: John P. Kousakis

### Trama
Un casinò di Los Angeles viene assaltato da uno strano veicolo telecomandato da remoto, corazzato, blindato ed equipaggiato con armi di tipo militare, in pratica un drone su ruote che sottrae una somma di denaro. Mentre Callen e Sam interrogano l'unica testimone, Kilbride manda Kensi e Deeks a parlare con Nina Barnes, la venditrice di armi con più contatti della West Coast (che gli deve un favore), per sapere come il mezzo è entrato nel Paese e a chi può essere stato venduto. Attraverso una vecchia conoscenza di Sam di quando era sotto copertura con l'alias "Switch", gli agenti riescono anche a risalire a chi lo ha progettato. Callen e Anna devono lasciare la casa in cui stavano poiché l'affitto sta per scadere; Anna è ancora scossa dalla vicenda di Katya, Callen si è ripreso anche se continua a pensare a dove potrebbe essersi nascosto Howard Pembroke. Sam gli consiglia di smettere dato che ora che Katya è morta non dovrà più guardarsi le spalle. Il padre di Sam ha un momento di confusione quando scambia una donna per la defunta moglie Vivian, e dice al figlio che Michelle vorrebbe vederlo felice con qualcuno, e lui dice lo stesso sulla madre. Kensi è andata a prendere Deeks, di ritorno dal Guatemala, in aeroporto, e nel tragitto in auto ricevono una chiamata dall'ispettrice adottiva Janice King la quale comunica loro che la loro richiesta di adozione di Rosa è stata approvata, rendendoli di fatto i suoi genitori, e che può trasferirsi da loro anche la sera stessa; i due sono al settimo cielo perché finalmente il loro desiderio di avere un figlio si è avverato, sebbene si mostrino un po' nervosi per il poco preavviso. Dopo un disastroso appuntamento, Fatima si offre di migliorare le abilità relazionali di Roundtree e di aggiornare il suo profilo su un'app di incontri. La sequenza finale dell'episodio vede Kensi, Deeks e Rosa raggiungere la spiaggia dove a sorpresa e con commozione scoprono che i colleghi hanno organizzato una festa di benvenuto per accoglierla; ci sono anche Anna, Kilbride, Arkady e il padre di Sam. Sorseggiando una birra, Sam e Callen riassumono i principali avvenimenti degli ultimi mesi, ovvero la caccia a Katya, i suoi deepfake, e il fatto che Kensi e Deeks ora siano diventati genitori; Sam gli chiede se parlerà con Hetty, e Callen risponde che prima o poi dovrà farlo. Cala la sera, Callen raggiunge Anna sul bagnasciuga e le chiede sposarlo, e Anna accetta. Gli altri se ne accorgono e fanno loro le congratulazioni.
- Guest star: Bar Paly (Anastasia "Anna" Kolcheck), Vyto Ruginis (Arkady Kolcheck), Natalia Del Riego (Rosa Reyes), Richard Gant (Raymond Hanna), Duncan Campbell (agente speciale NCIS Castor), Eugene Young (Sang), Cyd Strittmatter (Ms. Janice King), Sara Young (Amanda Chen), Chandler Lesley Boone (Nina Barnes), Monique Mosee (donna), Sasha Clements (Katya Miranova), Karolina Szymczak (Vavara).
- Note. Questo finale di stagione, a differenza della maggioranza di quelli precedenti (a eccezione della 12), non si chiude con un cliffhanger, bensì con una sorta di lieto fine per la maggior parte dei protagonisti. Intervistato da "TvInsider" subito dopo la messa in onda americana, lo showrunner e produttore esecutivo della serie R. Scott Gemmill ha rivelato che tale scelta è stata "dovuta in parte al fatto che non sapevamo se ci sarebbe stato un rinnovo [per una stagione successiva]. Quindi, avendo questo dubbio in mente, volevamo davvero lasciare i personaggi in una bella situazione e, si spera, lasciare i fan con una buona sensazione, nel caso in cui questo sarebbe stato il nostro episodio finale [di serie]". Parlando di Callen e Anna e dell'evoluzione del loro rapporto, ha dichiarato: "Sono quelle cose che puoi rallentare per un certo periodo di tempo, ma ad un certo punto, penso che si debba far fare una mossa ai personaggi e anche al pubblico (...) e a causa di non sapere se questo sarebbe stato il nostro ultimo episodio, probabilmente ci ha un po' "forzato la mano" a compiere quel "salto" [la proposta di matrimonio]: sembrava semplicemente un buon modo per finire se fosse stata l'ultima volta in cui li avremmo visti." Infatti il rinnovo per la stagione 14 si è fatto attendere più del previsto, per poi infine essere annunciato.[40]
- Ascolti USA: telespettatori 4 440 000[41]
- Ascolti Italia: telespettatori 1 037 000 – share 5,70%[39]